# Антоний Леохновский
Антоний Леохновский (в миру Антоний Вениаминов; около 1526, Тверь — 30 октября 1612 Новгород) — монах, подвижник. Основатель и покровитель Леохновской обители. Прославлен Российской церковью в лике преподобных. Один из наиболее почитаемых святых в Новгородской области.

## Биография
Родился около 1526 года в Твери. Родители сумели воспитать своего сына в страхе Божием и развили в нём любовь к добродетели. Достигнув более зрелого возраста Антоний стал стремиться к более трудным подвигам. Так, отвергнув знатность и земные почести, Антоний выбрал свой жизненный путь — полностью посвятить себя Богу, поселившись в уединённом месте. Он достиг Новгородской земли и нашёл себе пристанище Рублева пустошь.
Местность, где поселился святой Антоний, была гориста и покрыта густым лесом. В качестве дома он выкопал себе небольшую пещеру, в которой и начал вести строгую подвижническую жизнь. Постелью для Антония служила сырая земля. Обыкновенной пищею его был хлеб, который он принимал по захождении солнца для подкрепления изнемогающего тела.
Ведя праведную духовную жизнь в Рублевской пустыне, Антоний получил дар чудотворения. Несмотря на уединение, слава об Антонии далеко распространилась, и многие стремились лично с ним встретиться.
Пребывающему в беспрестанной молитве Антонию, явился ангел, который сказал ему идти в место, названное им Леохна. Повинуясь воле Божией, Антоний отправился в указанное место. Здесь он был пострижен в монахи священноиноком Тарасием. Вместе они построили церковь. Новгородский архиепископ разрешил освятить храм и отправил им антиминс. Так, храм был освящён в праздник Преображения Господня. Со временем, к Леохновским подвижникам стали стремиться и другие верующие. Возник Леохновский монастырь, а место, которое раньше было пустынно, теперь стало наполнено верующими. Антоний давал наставления другим подвижникам и показывал им пример полной отдачи себя Богу.
Умер в возрасте 86 лет в Новгороде. Погребен преподобный был в церкви святого Евангелиста Луки в Новгороде. Время его кончины относят к 1611, 1612 или 1613 году. Через несколько лет после кончины (в 1630 году), мощи Антония были перенесены в Леохнов монастырь.

## Чудеса
Чудеса, совершаемые при жизни старца:
- предвидение битвы под Оршей;
- тушение огня при помощи молитвы;
- исцеление юноши, который был ужален змеёй и умирал;
- исцеление слепого Иосифа при перенесение нетленных мощей;
- исцеление слепого Стефана при перенесении нетленных мощей.

Чудеса, совершаемые в наше время:
- исцеление недвижимой руки;
- исцеление тяжёлой кожной аллергической болезни;
- обращение к вере неверующего и последующее полное исцеление его от последствий тяжёлого инсульта;
- исцеление девочки от эпилепсии;
- исцеление тяжёлой болезни позвоночника;
- многочисленные свидетельства о помощи в деторождении.

## Описание Леохновского монастыря
Известно, что Антоний вместе со священноиноком Тарасием построили в Леохнове церковь во имя Преображения Господня. В начале XVII века монастырь был разорён шведами, а почти все монахи убиты. В скором времени храм был восстановлен. В середине XVIII века здесь было две церкви, одна во имя Преображения Господня, а другая была воздвигнута в честь Казанской иконы Божией Матери в 1727 году.
В 1764 году монастырь был упразднён и обращён в приходскую церковь. Однако в 1788 году все постройки сгорели. Лишь благодаря труду прихожан в том же году была построена каменная церковь в честь Преображения Господня с приделами в честь Казанской иконы Божией Матери и во имя преподобного Антония Леохновского. Каменная церковь XVIII века сохранилась до настоящего времени в перестроенном виде.
В 1922 году произошло изъятие церковных ценностей. В 1938 году церковь была закрыта и осквернена: переоборудована под клуб и кладовую. Была попытка изъять святые мощи. Тогда произошло чудо: от надгробья полыхнуло пламя. От преследований за веру пострадали по доносам священнослужители и прихожане. В послевоенное время верующим удалось отстоять храм перед властью.
К концу XX века храм находился в аварийном состоянии. Начались его реконструкция и реставрация, а затем и организованные паломничества верующих. В 2006 году капитальный ремонт здания храма был завершён. В 2005 году был воздвигнут деревянный храм Антония Леохновского в Рублевской пустыни, на месте первоначального поселения преподобного.
Огромный вклад в восстановление почитания Антония Леохновского и возрождение святынь Леохнова внёс священник Александр Муринсон (1953—2012), настоятель Спасо-Преображенской церкви села Леохново с января 1992 года.

## Память Преподобного Антония Леохновского
Празднование Преподобному Антонию местное. Совершается оно 30 октября и во вторую пятницу после 12 июля.